# Tête de la grande odalisque couchée
Tête de la grande odalisque couchée est un tableau réalisé par le peintre français Jean-Auguste-Dominique Ingres en 1814. Exécuté à la peinture à l'huile sur toile, ce tondo est le portrait en buste, devant un fond noir, d'une jeune femme enturbannée. Cette odalisque lance son regard vers le spectateur par-dessus son épaule droite, laquelle est nue.

## Description
La composition magnifie la tête de la figure peinte dans La Grande Odalisque, le chef-d'œuvre de l'artiste conservé au musée du Louvre, à Paris. De petites variantes au niveau du turban sont repérables entre les deux tableaux .
L'œuvre montre les recherches esthétiques de l'artiste, opposant la simplification du visage, représenté sans détails superflus selon une ligne et des volumes clairs avec la minutie du traitement détaillé des bijoux. Pour Fr. Magny, "chaque détail y est rendu avec une précision et une honnêteté historique étonnantes".

## Histoire des collections
Legs de Paul Cosson en 1927, l'œuvre fait partie des collections de ce musée. Elle se trouve en dépôt au musée de Cambrai, à Cambrai, dans le Nord,. Trois répliques de la tête, peintes par Ingres, sont connues dont celle déposée au musée de Grenoble, à Grenoble, en Isère,. Les trois sont de format circulaire. Ce format pourrait être une référence à l'œuvre de Raphaël, l'Odalisque ayant été comparé à la Fornarina. 
Pour Wildenstein, l'œuvre de Cambrai pourrait être représenté sur un dessin de la famille Stamaty mais cette hypothèse est réfutée par Naef et Foucart. 

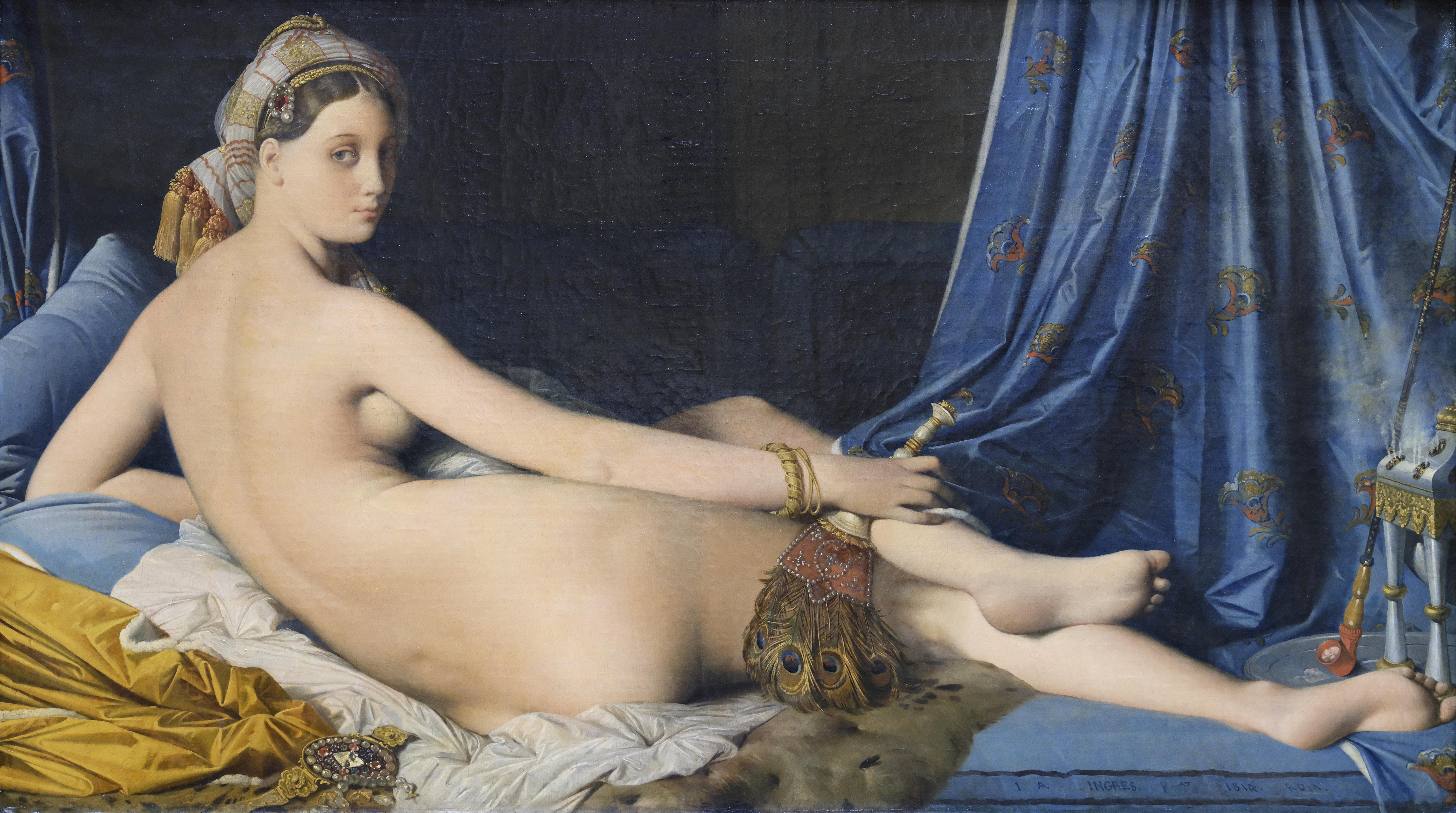
La Grande Odalisque, 1814 – Musée du Louvre, Paris.
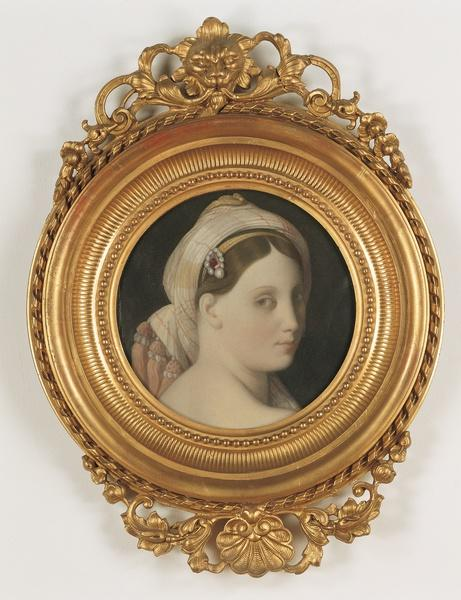
Tête de la Grande Odalisque, 1814 – Musée de Grenoble, Grenoble.
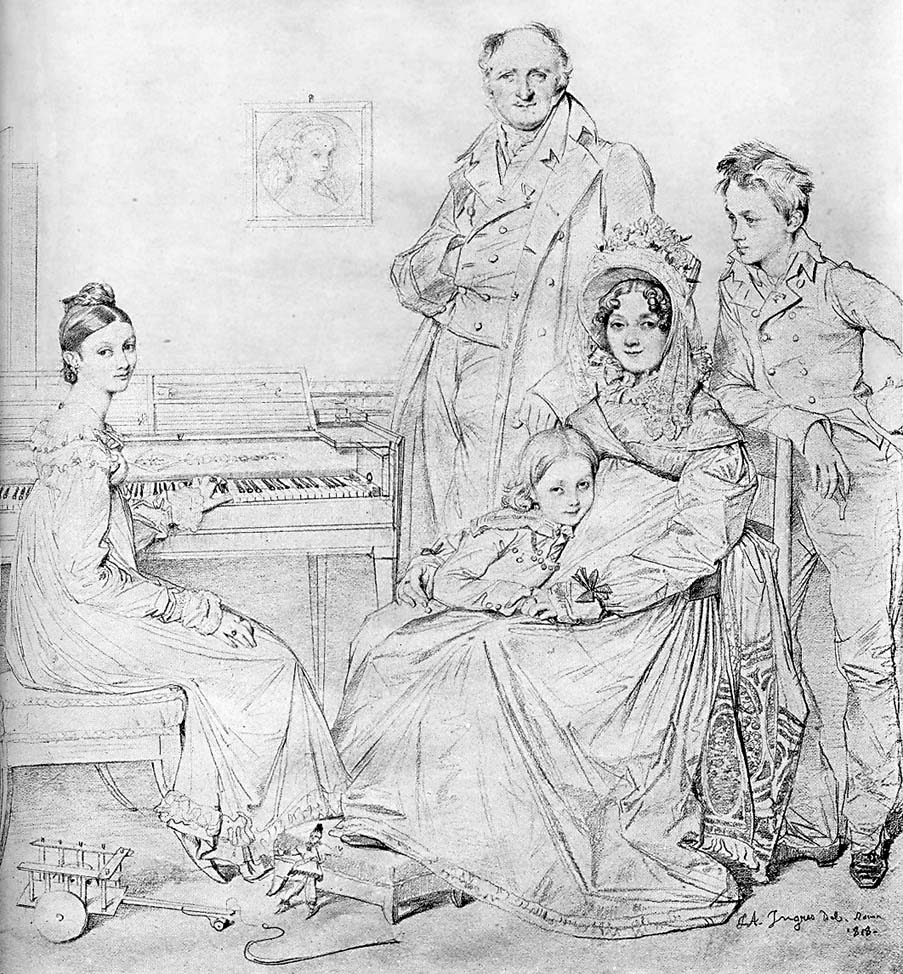
La Famille Stamaty, 1818, Musée du Louvre.